# Epiphragma (Eupolyphragma) staplesi
Epiphragma (Eupolyphragma) staplesi is een tweevleugelige uit de familie steltmuggen (Limoniidae). De soort komt voor in het Australaziatisch gebied.